# 乳 (八ヶ岳)
乳 (にゅう)は長野県南佐久郡小海町にある山である。

## 概要
北八ヶ岳を構成する山のひとつである。
周辺の地図や標識から「にゅう」や「にう」等の表記ゆれを確認することができる。

## 名所
- 白駒の池
- 白駒湿原